# The Chronic
The Chronic是美國饒舌歌手Dr. Dre的第一張專輯，1992年12月15日由死囚唱片發布。專輯收錄了Nuthin' but a 'G' Thang、Dre Day、Let Me Ride三首單曲，受RIAA認證為白金專輯。